# Teater Fem
Teater FEM var en experimentfokuserad fri teater verksam i Göteborg 1965–1974, främst i gamla Renströmska badhuset, med adress Västra Skansgatan 2. De startade som Studentteatern men detta var något de under perioder inte ville kännas vid.
Teatern leddes av Kent Flood och kring 1969 var cirka 25 oavlönade personer engagerade i teatern. Några personer som var verksamma på teatern var bland andra Carl Otto Evers som regissör och manusförfattare, Håkan Strängberg som regissör och manusförfattare, Lena Selander som scenograf, Ulla Lyttkens, Tomas Forsell och Kjell Delersjö som skådespelare, Hans Kellerman som författare och Lasse Strömstedt som författare och skådespelare.  
Deras första pjäs var Ode till Raymond Chandler nr IV, skriven av Lars Werner vilken hade premiär 10 oktober 1965.  
Man hade världspremiär för Peter Weiss föreställning Försäkringen den 25 november 1966 och i februari 1966 spelade man Pi Linds Ceremoni i regi av Lind och Stewe Claeson. Flera föreställningar i regi av Carl Otto Evers var skapade som grupparbeten, som Kungens Morgontofflor från 1967, Drottning Christina från 1969 och Sherlock Holmes från 1971. 
Teatergruppen Narren gjorde flera gästspel på teatern, bland annat med Sonja Åkessons Pris (30 oktober 1968), Rochelle Owens Futz i regi av Hans Hellberg tillsammans med Någonting Gemensamt i regi av Bibi Nordin (31 oktober 1969) och Sören Brunes En Rövarhistoria (18 december 1971).
I början av 1970-talet inledde teater FEM ett samarbete med Göteborgs stadsteater och tillsammans satte de upp Barbara Öbergs  Jeanne Darc med gemensam scenografi och regi av Öberg och Kent Flood. Teater FEMs föreställning Ikaros död blev radioteater och sändes i september 1972 i Sveriges Radio och gruppen turnerade med en pjäs på svenska fångvårdsanstalter. Senare samma år upphörde verksamheten för att återuppstå 1974 då de satte upp Himlaspel i en före detta biograf i Gamlestaden. Hösten 1975 återuppstod teatergruppen åter igen men nu under det nya namnet Götateatern.

## Uppsättningar
Premiärdatum inom parentes:
- 1965 Ode till Raymond Chandler nr IV, svenskt ångestspel av Lars Werner. (10 okt 1965)
- 1965 Akt ett till tre, svenskt spel m kontakt i tre akter av Hans Kellerman i regi av Sten Bertil Säby. (10 nov 1965)
- 1966 Ceremoni, experimentcollage från 1965 av Pi Lind, i regi av Pi Lind och Stewe Claeson. (9 feb 1966)
- 1966 Kompis - Minor, svensk pjäs om minoriteter i två akter. Regi och manus av Carl-Otto Evers. (30 mars 1966)
- 1966 Försäkringen, tyskt dramatiskt collage från 1952 av Peter Weiss. Regi Carl-Otto Evers och scenografi av Anna-Christina Blomkvist (25 nov 1966)
- 1967 Elektra, svenskt grymt spel. Manus/regi av Håkan Strängberg och scenografi av Jan Rosvall. (17 feb 1967)
- 1967 Kungens morgontofflor, barnpjäs skriven gemensamt av gruppen. I regi av Carl-Otto Evers. (7 mars 1967)
- 1967 FBT, cabaret skriven gemensamt av gruppen. I regi av Johan Bargum och Lars Svedberg. (maj 1967)
- 1967 Cirkus. Manus, regi och dekor av Håkan Strängberg. (2 dec 1967)
- 1968 Blå tåget, ett kaotiskt drömspel, skriven och regisserad av Arne Lifmark (2 mars 1968)
- 1968 Saurons öga, en ond saga med regi och manus av Carl-Otto Evers. (26 april 1968)
- 1968 Pris efter Sonja Åkessons collage av texter från reklam och veckotidningsnoveller. Gästspel av Narren. (30 okt 1968)
- 1968 Chicago, amerikansk undergroundpjäs av Sam Shepard i regi av Hans Hellberg. Gästspel av Narren. (30 okt 1968)
- 1968 Tallmaja, folkmytspel med manus, regi och dekor av Håkan Strängberg. (5 dec 1968)
- 1969 Gud, komiskt lärostycke med manus och regi av Hans Kellerman. (2 feb 1969)
- 1969 Drottning Christina, historiskt collage från 1968 med manus och regi av Carl-Otto Evers. (21 mars 1969) och (13 sep 1969)
- 1969 Flickan i Havanna, en pjäs om förtryck, från 1963, av Karl-Axel Häglund m.fl. Gästspel av Narren. (31 okt 1969)
- 1969 Någonting Gemensamt, miljövårdspjäs i regi av Bibi Nordin. Gästspel av Narren. (31 okt 1969)
- 1969 Futz, amerikansk pjäs av Rochelle Owens i regi av Hans Hellberg. Gästspel av Narren. (31 okt 1969)
- 1970 Pantomimafton med den danska pantomingruppen Studio 11. (2 feb 1970)
- 1970 Ikaros död, en pjäs om ett nervhem med manus och regi av Carl-Otto Evers. (29 dec 1970)
- 1971 Havanna 1961, ett dokumentärspel skriven gemensamt av gruppen, i regi av Carl-Otto Evers. (21 april 1971)
- 1971 Sherlock Holmes, en pjäs om kriminalvård skriven gemensamt av gruppen,  regi av Carl-Otto Evers. (17 nov 1971)
- 1971 En rövarhistoria, av Sören Brunes, om arbetarklassens historia med utgångspunkt från Leo Hubermans Människans rikedomar. Gästspel av Narren. (18 dec 1971)
- 1972 Jeanne Darc, av Barbara Östberg med gemensam scenografi och regi av Östberg och Kent Flood. Samarbete med Göteborgs stadsteater.
- 1974 Himlaspel, en fabel om människor i en småstad i regi av Carl-Otto Evers. (nov 1974)